# Crkva sv. Jelene u Donjem Selu
Crkva sv. Jelene (Jele), rimokatolička crkva u Donjem Seluu, otok Šolta, zaštićeno kulturno dobro.

## Opis dobra
Crkva sv. Jelene (sv. Jele) izgrađena je polovicom 18.st. na temeljima starokršćanske građevine iz 6. st. Nalazi se južno od naselja Donje Selo, uz glavnu otočku cestu. Jednobrodna je građevina s pravokutnom apsidom, pravilno orijentirana. Pročelja su od priklesanog kamena, krov je dvostrešan s pokrovom od kupe kanalice. Glavno zapadno pročelje ima jednostavan ulaz s kamenim pragovima, iznad je okrugli prozor a vrh pročelja je preslica s jednim zvonom. Oltarna menza je starokršćanski sarkofag s uklesanim križem. Starokršćanski ulomci uzidani su u zidove apside. Desno od vrata je kamena krstionica s natpisom na hrvatskom jeziku iz 1746.g., rad domaćeg majstora Jakova Grkovića.

## Zaštita
Pod oznakom Z-4772 zavedena je kao nepokretno kulturno dobro - pojedinačno, pravna statusa zaštićena kulturnog dobra, klasificirano kao "sakralna graditeljska baština".